# Sollevamento pesi
Il sollevamento pesi o pesistica  è una disciplina atletica nella quale gli atleti tentano di sollevare dei bilancieri caricati con dei dischi tramite due movimenti: lo strappo e lo slancio.

## Storia
Le gare di sollevamento pesi sono diffuse sin dai tempi antichi (sembra che fossero incluse nei giochi delle Olimpiadi antiche) e hanno sempre fatto parte del programma dei Giochi olimpici moderni fin dalla prima edizione del 1896. Dagli anni cinquanta agli anni ottanta, molti sollevatori di successo arrivavano dall'Europa orientale, specialmente da Bulgaria, Romania, Polonia e Unione Sovietica. Da allora, sollevatori provenienti da Cina, Grecia e Turchia hanno dominato questa disciplina e le nazioni con i migliori atleti ai Giochi Olimpici sono Russia, Bulgaria e Cina. Il sollevamento pesi femminile ha incominciato a diffondersi negli anni ottanta ed è stato aggiunto al programma olimpico nel 2000.

## Regole
A livello competitivo è controllato dalla Federazione Internazionale Sollevamento Pesi (International Weightlifting Federation, IWF), con sede a Budapest, fondata nel 1905.
In ogni specialità, per un sollevamento corretto, gli atleti devono reggere il bilanciere saldamente sopra la testa, con braccia e gambe distese e senza movimenti.
Tre giudici valutano il corretto completamento dell'alzata. Una volta che secondo loro l'atleta ha completato l'esercizio, ogni giudice fa lampeggiare una luce bianca. Quando almeno due luci vengono accese, il sollevamento è considerato buono e gli atleti possono rimettere a terra il bilanciere. Se un giudice ritiene che l'atleta non abbia compiuto correttamente l'esercizio, viene accesa una luce rossa. Inoltre il sollevamento deve essere completato anche entro un limite di tempo, altrimenti è nullo. Gli atleti incominciano l'esercizio con il bilanciere posizionato al centro di una pedana delle dimensioni di 4x4 metri.
I pesi sono montati su un bilanciere d'acciaio che pesa 20 kg nelle competizioni maschili e 15 kg in quelle femminili. I pesi stessi sono dischi d'acciaio rivestiti in gomma colorata. I dischi vengono tenuti fermi da anelli del peso di 2,5 kg. Il bilanciere ha delle zigrinature che aiutano gli atleti ad avere un'impugnatura salda. Esiste un codice che associa a ogni peso del disco un determinato colore della gomma.
I pesi si suddividono in:
- Bianchi: piccoli 0,50 kg, medi 5 kg
- Verdi: piccoli 1 kg, grandi 10 kg
- Gialli: piccoli 1,50 kg, grandi 15 kg
- Blu: piccoli 2 kg, grandi 20 kg
- Rosso: piccoli 2,50 kg, grandi 25 kg

Nel sollevamento pesi i concorrenti gareggiano in una delle dieci categorie di peso (sia maschili che femminili), in cui sono suddivisi in funzione del peso corporeo del concorrente. La verifica del peso dell'atleta è effettuata due ore prima della gara. Le categorie degli uomini sono: 55 kg, 61 kg, 67 kg, 73 kg, 81 kg, 89 kg, 96 kg, 102 kg, 109 kg, e oltre i 109 kg. Le donne competono nelle categorie: 45 kg, 49 kg, 55 kg, 59 kg, 64 kg, 71 kg, 76 kg, 81 kg, 87 kg e oltre i 87 kg. In ogni categoria, gli atleti competono sia nello "strappo" che nello "slancio", e i premi vengono dati normalmente per il maggior peso sollevato in ogni disciplina e nella somma delle due.
L'ordine di gara è affidato ai sollevatori, ovvero l'atleta che sceglie di sollevare il peso minore incomincia per primo. Se non riesce a sollevare il peso, ha l'opzione di ritentare il sollevamento, o cercare di sollevare un peso maggiore successivamente (dopo che gli altri atleti hanno fatto i loro tentativi a quel peso e a pesi intermedi). I pesi vengono aumentati con incrementi minimi di 1 kg, e ogni atleta ha un massimo di tre alzate, indipendentemente che riescano o meno.

## Specialità
Attualmente ci sono due specialità del sollevamento pesi:
- Lo "strappo", nel quale gli atleti devono sollevare il bilanciere sopra la loro testa, in un unico movimento in divaricata frontale o sagittale, con successivo ritorno in posizione eretta dove devono rimanere immobili per almeno 2 secondi e comunque fino all'ok da parte dei giudici. Tra quelle previste sia prima sia dopo il 1972, questa è la specialità che porta a sollevare pesi minori.
- Lo "slancio", nel quale si porta prima il bilanciere all'altezza delle spalle (con un movimento detto "girata") in divaricata frontale o sagittale e riacquisto della posizione eretta; poi si solleva il peso al di sopra della testa con un movimento rapido detta spinta; come la girata, la spinta si può effettuare in divaricata frontale o sagittale, dove il bilanciere viene portato sopra la testa con l'aiuto delle gambe e braccia, con successivo ritorno in posizione eretta dove devono rimanere immobili per almeno 2 secondi.

Fino al 1972 il sollevamento pesi consisteva invece in tre specialità; comprendeva infatti un ulteriore esercizio chiamato "distensione lenta". Nella prima fase (la girata) la "distensione lenta" era uguale allo "slancio"; mentre differiva nella seconda fase in quanto il peso doveva essere spinto dal petto oltre la testa con l'aiuto delle sole braccia, cioè senza l'intervento degli arti inferiori con divaricata frontale o sagittale, arti che quindi dovevano rimanere distesi. Questo esercizio, che portava ovviamente a sollevare pesi minori rispetto allo strappo, venne eliminato a causa della difficoltà nel giudicare se il sollevamento veniva effettivamente eseguito in maniera corretta, cioè senza aiutarsi con le gambe come avviene con lo slancio.

## Record

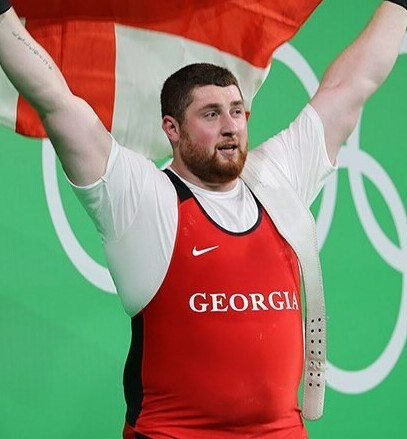
Lasha T'alakhadze, il georgiano detentore del record maschile con un'alzata totale di 492 kg

La qualità dei sollevamenti nelle diverse categorie di peso può essere comparata usando i coefficienti Sinclair: a ogni peso personale di un atleta corrisponde un coefficiente, che viene moltiplicato per i chilogrammi sollevati. Il sovietico Vasilij Alekseev ha stabilito 80 record del mondo e vinto due ori olimpici durante gli anni settanta. Naim Süleymanoğlu dalla Turchia ha vinto l'oro olimpico nel 1988, 1992 e 1996.
Il record del mondo maschile (strappo e slancio) nella categoria oltre i 109 kg è di 492 kg, ottenuti dal georgiano Lasha T'alakhadze durante i campionati mondiali di sollevamento pesi del 2021.
La sollevatrice cinese Mu Shuangshuang ha stabilito un record mondiale di sollevamento pesi femminile – nella categoria oltre i 75 kg – nel dicembre 2006, ai Giochi d'Asia di Doha in Qatar, sollevando 139 kg, e un nuovo record di 319 kg nel Campionato mondiale del 2007 a Chiang Mai (Thailandia).